# فرد بي. ولز
فرد بي. ولز (بالإنجليزية: Fred B. Wells)‏ هو سياسي أمريكي، ولد في 16 فبراير 1861 في بلدة واين في الولايات المتحدة، وتوفي في 25 نوفمبر 1932 في بلدة لاغرانغ في الولايات المتحدة. حزبياً، نشط في الحزب الجمهوري. وقد انتخب عضو مجلس نواب ميشيغان ‏.